# Austronanus specimen A
Austronanus specimen A là một loài chân đều trong họ Paramunnidae. Loài này được Just & Wilson miêu tả khoa học năm 2006.